# Di động xã hội
Di động xã hội (tiếng Anh: social mobility), còn gọi là sự cơ động xã hội hay dịch chuyển xã hội, là khái niệm xã hội học dùng để chỉ sự chuyển động của những cá nhân, gia đình, nhóm xã hội trong cơ cấu xã hội và hệ thống xã hội. Di động xã hội liên quan đến sự vận động của con người từ một vị trí xã hội này đến một vị trí xã hội khác trong hệ thống phân tầng xã hội. Thực chất di động xã hội là sự thay đổi vị trí trong hệ thống phân tầng xã hội. Vấn đề di động xã hội liên quan tới việc các cá nhân giành vị trí, địa vị xã hội, liên quan tới điều kiện ảnh hưởng tới sự biến đổi cơ cấu xã hội. Nội hàm của di động xã hội: Là sự vận động của cá nhân hay một nhóm người từ vị thế xã hội này sang vị thế xã hội khác; là sự di chuyển của một con người, một tập thể, từ một địa vị, tầng lớp xã hội hay một giai cấp sang một địa vị, tầng lớp, giai cấp khác. Di động xã hội có thể định nghĩa như sự chuyển dịch từ một địa vị này qua một địa vị khác trong cơ cấu tổ chức.

## Hình thức di động xã hội
Thế hệ
Có thể phân biệt di động xã hội theo hai khía cạnh khác nhau:
1. Di động giữa các thế hệ: thế hệ con cái có địa vị cao hơn hoặc thấp hơn so với địa vị của cha mẹ;
2. Di động trong thế hệ: là một người thay đổi vị trí nghề nghiệp, nơi ở trong cuộc đời làm việc của mình, có thể cao hơn hoặc kém hơn so với người cùng thế hệ.

Ngang dọc
Di động xã hội được xác định như là sự vận động của các cá nhân hay một nhóm xã hội từ vị trí, địa vị xã hội này sang vị trí, địa vị xã hội khác. Bởi vậy, khi nghiên cứu di động xã hộ các nhà lý luận còn chú ý tới hình thức:
1. Di động theo chiều ngang: chỉ sự vận động cá nhân giữa các nhóm xã hội, giai cấp xã hội tới một vị trí ngang bằng về mặt xã hội. Trong xã hội hiện đại, di động theo chiều ngang cũng rất phổ biến, nó liên quan đến sự di chuyển địa lý giữa các khu vực, các thị trấn, thành phố hoặc các vùng địa phương;
2. Di động theo chiều dọc: chỉ sự vận động của các cá nhân giữa các nhóm xã hội, giai cấp xã hội tới vị trí, địa vị xã hội có giá trị cao hơn hoặc thấp hơn. Biểu hiện của hình thức này di động là sự thăng tiến, đề bạt - di động lên; và miễn nhiệm, rút lui, lùi xuống, thất bại - di động xuống.

Địa vị xã hội
Di động xã hội còn chủ yếu quan tâm tới địa vị đạt được - giành được, chứ không phải là địa vị gán cho - có sẵn; và phân biệt hai loại di động sau:
1. Di động được sự bảo trợ: đạt được địa vị cao bởi nguyên nhân hoàn cảnh gia đình hoặc yếu tố khác không trực tiếp liên quan đến khả năng hoặc nỗ lực, cố gắng của bản thân;
2. Di động do tranh tài: đạt được địa vị cao trên cơ sở của nỗ lực và tài năng bản thân.

Cơ cấu xã hội
Ngoài các hình thức di động trên, có thể đưa ra hai loại sau:
1. Di động cơ cấu: là sự di động xã hội với tư cách là kết quả của sự thay đổi trong quá trình phân phối các địa vị trong xã hội. Di động cơ cấu diễn ra bất chấp quy tắc thống trị của địa vị;
2. Di động trao động: trong di động này một số người thăng tiến thay vào vị trí của một số người khác di động xuống, kết quả tạo nên sự cân bằng cơ cấu xã hội.

## Yếu tố ảnh hưởng đến di động xã hội
- Điều kiện kinh tế, xã hội;
- Trình độ học thức;
- Giới tính;
- Cư trú;
- Xuất thân;
- Lứa tuổi;
- Tín ngưỡng;
- Công nghiệp hóa;